# Dødsmetal
Dødsmetal (på engelsk death metal) er en ekstrem undergenre af heavy metal, som er karakteriseret ved forvrænget nedstemte guitarer, dobbelte stortrommer spillet i et maskingeværlydende tempo, growlede vokaler, og et hurtigt kaotisk lydbillede fyldt med temposkift adskilt af foruroligende pauser. Denne ofte dystre lyd er ofte tilføjet sangtekster omhandlende død, vold og lemlæstelse taget fra splatter- og slasher-film, eller satanisme og okkultisme.
Dødsmetal udviklede sig fra thrash metal i midten af 1980'erne, stærkt inspireret af de førende thrashbands Slayer og Kreator samt tidlige black metal-grupper som Celtic Frost. Inden for selve dødsmetalscenen var Possessed og Death nogle af de førende bands i midten af 1980, og dødsmetallens fødeår menes at være omkring 1987 ved udgivelsen af Deaths debutalbum Scream Bloody Gore. Dette gjorde deres hjemby Tampa i Florida til et midtpunkt for denne nye scene, som blev yderligere populariseret af grupperne Obituary og Morbid Angel. Pladeselskaber som Roadrunner, Earache, Peaceville og Nuclear Blast fik øjnene op for denne nyopblomstrede genre, og begyndte at skrive kontrakter med massevis af grupper. Scenen begyndte at brede sig, blandt andet til New York med grupper som Suffocation, Immolation og Incantation, hvor rytmer, taktarter og temposkift kom til at spille en afgørende rolle i lydbilledet. Over på den anden side af Atlanten tog Sverige også godt imod stilen fra USA med dannelsen af grupper som Nihilist (senere Entombed), Carnage og Dismember, der blandede den med deres D-beat punk og grindcore inspirationer, som førte til en lidt mere iørefaldende lyd end traditionelt dødsmetal. Alt dette medførte, at genrens popularitet voksede i et par år. I begyndelsen af 1990'erne begyndte flere bands at gå nye veje ved at tilføje andre elementer til dødsmetal, som førte til en række under- og fusiongenre. Eksempelvis begyndte death/doom bevægelsen at tage form i Storbritannien og melodisk dødsmetal i Sverige. Samtidig begyndte dødsmetalbevægelsen at miste tilstrømning og populariteten, idet flere pladeselskaber stoppede med at skrive kontrakter. Til dato er dødsmetal hovedsageligt en undergrundsgenre, selvom visse bands som Cannibal Corpse, Death, Morbid Angel og Obituary har oplevet større kommerciel succes.

## Egenskaber

### Musikkens opbygning
Dødsmetals sædvanlige lyd varierer ofte fra at være utrolig brutalt til meget teknisk og komplekst. Generelt er den karakteriseret ved stærkt forvrængede nedstemte guitarer, dobbeltstortrommer spillet med blast beats og growlede vokaler. Lydbilledet er meget hurtigt, kaotisk og fyldt med tempoændringer. Nogle bands spiller dog langsomme, dybe og monotone melodier med genlydende guitarer, der har til formål at skabe en skræmmende atmosfære. Indenfor dødsmetal skelnes der især mellem de to scener Floridiansk dødsmetal og New York stilen, som hver lægger ekstra vægt på bestemte elementer i dødsmetal. En typisk dødsmetalbesætning består af en sanger, to guitarister, en trommeslager og en bassist.
De forvrængede og nedstemte guitarer spilles ofte med teknikker som palm muting og tremolo. Guitar-skalaer der tit associeres med dødsmetal er mol-skalaen og den frygiske. Trommerne har en meget dominerende rolle, og de hurtige blast beat imiterer nærmest et skydende maskingevær. For eksempel ses det at trommeslagere indenfor både thrash-, black- og dødsmetal lejlighedsvis kommer op på 300 slag pr. minut.
Bassen har ofte en meget buldrende fremtoning, men ligger typisk tilbage i lydbilledet, da basfrekvenserne ofte bliver repræsenteret af dobbeltstortrommer og stærkt forvrængede guitarer med fremhævede basfrekvenser. Dødsmetalvokaler er karakteriserede som dystre og tilpassede de nedstemte guitarer ved brugen af gutturale brøl kaldet "death grunt" eller "death growl." Sangteknikken kaldes også "Cookie Monster vokaler," da den har ligheder med figuren Cookie Monster fra Sesame Street. Jeff Becerra (Possessed) og Kam Lee (Massacre) anses som ophavsmændene bag death grunts. Possessed gjorde første gang brug af teknikken på deres album Seven Churches fra 1985. Vokalist Becerra fortalte hvordan [guitarist] Mike Torrao under sangundervisning sagde, han skulle prøve at være som Cronos fra Venom og Tom Araya fra Slayer. Vokalen udgør ofte ansigtet af dødsmetal, da teknikken er blevet genrens mest fremtrædende kendetegn for folk, som ikke lytter jævnligt til musikken.
Dødsmetal udsprang af thrash metal i 1980'erne med især enorm inspiration fra Slayer og Kreator, og var nærmest en videreudvikling af dens hastighed og aggression. En bemærkelsesværdig forskel er dog at dødsmetal er mindre melodisk. Metal-musikjournalisten Garry Sharpe-Young forklarede, hvordan dødsmetal tog og bankede melodierne til døde, og smed dem i skraldespanden i jagten på ren hastighed og hårdhed. I dødsmetal er riffene meget betydningsfulde og ofte kromatisk opbyggede. I det hurtige lydbillede er tempoændringer ofte set, som adskilles af foruroligende pauser. Mange bands gør også brug af powerakkorder og dissonans (mislyd). Ligesom i jazz, progressivt metal og progressiv rock bliver der brugt skæve rytmiske figurer; femtedelsrytmer, 5/4-rytmer, 9/4-rytmer og lignende. De er dog i dødsmetal for det meste lagt, så de lyder skævt i forhold til hinanden. F.eks. kan der komme en 7/4-rytme efterfulgt af en 13/4-rytme igen efterfulgt igen af en 5/4-rytme. Det er grunden til at noget dødsmetal lyder så kaotisk, som det gør (et band som Death er et godt eksempel). For at opnå dette er musikerne nødt til at synkronisere musikken meget nøje for ikke at ramme skævt i forhold til hinanden.
Mange bands lægger vægt på strukturændringer (der tager afstand fra standarden; vers og omkvæd), som bidrager til at skabe nye motiver og temaer.
Mange påpeger, at dødsmetal adskiller sig fra populært musik på grund af dets komplekse tekniske formåen, som er utrolig svært at spille.
Til koncertoptrædender droppede dødsmetalbands generelt de tidligere metalstiles teatralskhed og brugte i stedet almindeligt hverdagstøj som slidte jeans og almindelige læderjakker. En undtagelse var Deicides Glen Benton, som brændte et omvendt kors på sin pande og bar rustning på scenen. Morbid Angel brugte en neofascistisk billedstil, og da Death gik under navnet Mantas optrådte de også, (til deres eneste koncert under dette navn) indsmurt i teaterblod for at kompensere for deres musikalske stil.

#### Regionale scener
De fleste dødsmetal-bands følger mønsteret beskrevet i forrige afsnit, dog forekommer der variationer. Der skelnes især mellem de to scener Floridiansk dødsmetal og New York stilen.
Floridiansk dødsmetal er kendetegnet ved forvrængede guitarer, der ikke er nedstemt så meget som i andre former for dødsmetal. Guitarspillet er fast, præcist og meget rent. Trommerne er som oftest set karakteriseret ved maskingeværlignende blast beats. Mange af grupperne fra dette område indgik samarbejde med produceren Scott Burns, som i sit Morrisound Studio tillage musikken høj lydkvalitet, som blev et tydeligt kendetegn ved scenen, og ovenikøbet gav den det ekstra tilnavn "solskinsstatsstilen." Nogle af de mest notable bands indenfor denne sener er Morbid Angel, Death og Cannibal Corpse.
New York stilen adopterede mange elementer fra Floridiansk dødsmetal, men fokuserede især på rytmer, tidssignatur og temposkifte. Guitarspillet er især karakteriseret ved nedstemte "slam" riffs, der er ideelle til moshing. Der er bred enighed om at Suffocation definerede New York stilen, og deres brug af knusende breakdowns blev et særligt kendetegn ved den. I dag er det bands som Skinless og Dying Fetus, der dominerer scenen med deres "publikums-tilfredsstillende mosh riffs og komplekse planlægning". Ud af New York scenen udsprang en anden scene ført af bands som Incantation, Immolation og Mortician. Disse grupper benytter sig af ultra dybe growlende vokaler, antikristne sangtekster og langsomme sektioner med truende guitar-riffs, der giver en skræmmende atmosfære. For at betone guitarspillet placerer de høje toner i den dybe musik.

### Sangtekster
Dødsmetals tekstunivers omhandler ofte vold fra slasher og splatter gysere, satanisme, okkultisme, mystik, filosofi og samfundskritik, men især splattertemaerne og satanisme har gjort sig gældende.
Splattertemaerne var noget af det første der dukkede op introduceret af blandt andet Death og Necrophagia, der var inspireret af volden fra splatter og slasher-film.
Selvom vold også udforskes af mange andre genrer, er handlingerne meget detaljeret beskrevet i dødsmetal, som eksempelvis kan omhandle lemlæstelse, partering af mennesker, tortur, voldtægt og nekrofili. Disse sangtekster kan i mange henseender også udtrykke psykologiske overvejelser. Eksempelvis i Cannibal Corpse-sangen "Necropedophile" fra Tomb of the Mutilated har tidligere vokalist Chris Barnes udtrykt sine spekulationer om en sindssyg mand, som slår børn ihjel, og voldtager dem. Dette taler derved ikke kun om almindelig vold, men afslører også et menneske med forvrænget psyke. En anden form for splatter-sangtekster kan findes i Carcass' materiale, der giver emnerne et mere humoristisk præg ved brugen af kompliceret medicinsk terminologi til beskrivelse de voldelige handlinger. Flere bands har haft samme komiske tilgang med inspiration fra b-films gysere og seriemorderes handlinger. Eksempelvis har Chicago-gruppen Macarbre baseret hver sang på en seriemorders liv eller handlinger. I lavbudget splatterfilm er kvindehad ofte et meget gennemgående tema. Disse pornografiske splattertekster er jævnligt brugt af bands som Cannibal Corpse, GUT og Dead. F.eks. har GUT's medlemmer følgende pseudonymer Torturer of Lacerated and Satanic Tits, Organic Masturbator of 1000 Splatter Whores og Spermsoaked Consumer of Pussy Barbecue.
Om de voldelige temaer påpegede sociologen Keith Kahn-Harris, at dette kunne hænge sammen med en "fascination" af menneskekroppen, som alle mennesker deler i en eller anden grad, et "grundlæggende begær." Selvom grupperne ofte forskønner vold og mørke, vækker disse lige så meget frygt og afsky ved tanken om at efterprøve dem i virkeligheden, som ved andre mennesker, forklarede Harris.
Heavy metal forfatteren Gavin Baddeley har også udtalt, at der findes en sammenhæng mellem, "hvor bekendt man er med ens dødelighed" og "hvor meget de ønsker at se døds- og voldsbilleder" i medierne. Udover dette forsvarer grupper også genren ved at påpege, det er en mere ekstrem form for underholdning i stil med gyserfilm, og disse tekster er ren ironi, og på ingen måder skal tages alvorligt.
Satanistiske temaer blev blandt andet introduceret af Possessed, og deres antikristne udtalelser er med stor inspiration fra Slayer. Mange af disse udtalelser holder sig dog i fantasien og er mere et bidrag til at skabe et skræmmende billede bandene. Eksempler på satanistspektret i dødsmetal er bands som Deicide, der præsenterer ren satanisme i den ene ende, og Morbid Angel som viser en mere filosofisk tankegang i den anden. Andre grupper som Immolation og Entombed har dog erstattet satanismen med direkte religionskritik, og påstande om kirkens hjernevask af befolkningen, for at opretholde magt i samfundet.
Selvom gyserfilm og satanistisk filosofi har haft stor indflydelse på mange dødsmetal-bands, har den amerikanske gyserforfatter H.P. Lovecraft også efterladt sit præg, hvilket kan ses på grupper som Morbid Angel, Entombed og Nile, der hver har brugt citater fra Lovekrafts bøger i deres egne sangtekster. Især hans Cthulhu-univers er blevet brugt af flere grupper.

#### Censur og anklager
Flere steder ses det at dødsmetaltekster er blevet forbudte på grund af de brutale og satanitsiske temaer. Deicide har blandt andet fået forbud mod at spille flere forskellige steder. For eksempel i Valparaiso i Chile grundet en bandplakat med Jesus, der blev skudt i panden, og til forskellige festivaler som Hellfest efter flere grave var blevet spraymalet med ordene "When Satan Rules His World", som er en sang fra Deicides album Once Upon the Cross. For nylig forbød den britiske tv-kanal Scuzz også deres musikvideo "Homage for Satan", som indeholdt blodbefængte zombier på en mission for at fange en præst. I Australien 1996 blev alt salg med Cannibal Corpse bandlyst, og alle cder fjernet fra hylderne. Dette skyldtes at Australian Recording Industry Association og Australian Music Retailers Association var ved at gennemføre et system, der identificerede alle plader med stødende indhold under det de kaldte "adfærdskodeks-afmærkning." Morbid Angel er også flere gange blevet anklaget for at være fascister, navnlig på grund af vokalisten David Vincents neofacistiske billedstil. Bandet har dog til dato afvist alle anklagerne.
Med hensyn til de voldelige temaer er dødsmetal også blevet anklaget for at have en dårlig indflydelse på børn, der har ført til mord. En anklage som denne kom frem i lyset, da en ung mand ved navn Andrea Volpe, som spillede i et dødsmetal-band, dræbte sin ekskæreste i januar 2004. Andre bands som Cannibal Corpse har også været anklaget for lignende indflydelse på børn. Ved flere episoder er fans af Glen Benton fra Deicide blevet knyttet til forskellige mord. Selv har han dog udtalt sig følgende om alle anklagerne:
| Citat | Jeg siger, lad være med at give folk som mig og [Marilyn] Manson skylden, for vi har aldrig sagt: Hey vi skal være rollemodeller for alle jeres børn. Det er ikke hvad dette er om. Dette er om underholdning. | Citat |
|       | |       |

Der er dog få beviser på, at almindelige børn kan forvandles til mordere grundet musik, men forskere som har studeret unge og musik, har udtrykt bekymring, for at børn der i forvejen har psykiske problemer, kan blive påvirket. Professor Don Roberts fra Stanford Universitetet mener, at børn der er voldsomme, eller depressive skal holdes væk fra dødsmetal. Dette syn deles også af børnepsykiateren dr. Shamsie som udtalte: "Denne musik er kun farlig for unge, der lever i et dårligt miljø med stoffer, og som ikke var haft et varmt nært forhold til deres forældre."

### Etymologi
Der er flere bud på hvordan ordet dødsmetal (death mtal) opstod. En teori peger på at navnet stammer fra det tidlige band Death, da en journalist skulle forklare sine læsere, at Death spillede deres egen stil: "Dødsmetal". En anden forklaring på navnets oprindelse kommer fra bladet, Death metal som blev etableret af Thomas Fischer og Martin Ain fra Hellhammer og Celtic Frost. Navnet blev senere givet til opsamlingsalbummet Death metal fra 1984, udgivet af Noise Records. Andre teorier peger på forskellige udgivelsers betydning, eksempelvis udgav Possessed i 1984 en demo ved navn Death metal, og en sang med samme navn på deres debutalbum Seven Churches fra 1985. Omkring 1983 udgav Death deres første demobånd kaldet Death by Metal.

## Historie

### Oprindelse (1983 – 1988)
De første dødsmetal-bands dukkede op omkring 1980'erne med en stil, der bar stort præg af thrash metal. En bemærkelsesværdig forskel var dog at disse grupper tilføjede mere brutalitet til musikken, end det blev set i thrash. På dette tidspunkt var der ikke nogen pladeselskaber med betydelig interesse i at skrive kontrakt med disse nye bands. Som konsekvens af dette holdt bands og fans den nye scene i live ved at bytte demobånd med hinanden.
To vigtige bands der stod for centrale bidrag til dødsmetalgenren var Possessed og Death. Death blev dannet under navnet Mantas i 1983 af Chuck Schuldiner og Rick Rozz. "Mit formål var at fyre de mest brutale riffs af nogen sinde(...) Med den mest brutale guitarlyd," forklarede Schuldiner. Deres tidlige demoer var fyldt med mørke riffs, afsindige soloer, hurtige trommespil og vokaler, som ikke kun fik enormt omløb i undergrunden, men også var med til at sætte standarder for det, der senere blev dødsmetal. Med den positive omtale begyndte en scene for denne nye genre så småt at opblomstre i bandets hjemstat, Florida. I 1984 fik Schuldiner fat i en demo med Possessed og ved opdagelsen af dette band samt følelsen af deres Slayer og Venom lignende lyd ikke længere var ekstrem nok, valgte Mantas at udvide deres horisont, blandt andet ved at ændre deres navn til Death.
I alt båndbytningen var Ohio-bandet, Necrophagia også med til at efterlade et præg på dødsmetalgenren ved en række udgivelser af demobånd mellem 1984-1986, der indeholdt langsomme guitarer og trommer, som skabte en skræmmende atmosfære, komplimenteret af horrorfilm inspirerede sangtekster. Året 1985 blev Deathstrikes (senere Master) demo Fuckin Death udgivet, og præsenterede simpelt punklignende dødsmetal med socialpolitiske sangtekster. Dette band fik enorm indflydelse på opstandelsen af dødsmetal omkring Illinois, New York og Pennsylvania. I Brasilien voksede en begyndende scene også frem, anført af Sepultura ved deres deleudgivelse Bestial Devastation/Século XX (1985) gennem pladeselskabet Cogumelo Records. Dette pladeselskab blev meget central i Brasilien gennem 1980'erne, ved at distribuere udgivelser for grupper som Chakal, Holocausto, Mutilator og Sarcófago. Bestial Devastation/Século XX viste, sammen med Sarcófagos INRI-album, et utroligt hurtigt trommetempo.
Ved udgivelsen af deres debutalbum Seven Churches i 1985 blev Possessed anset som et af de første dødsmetal-bands i verden, og fik en enorm indflydelse på dødsmetalscenen, især på grund Jeff Becceras unikke vokalstil, der sammen med de tidlige Death demoer skabte grundlaget for udvikling af vokalstilen growl.
Dette var med til at skubbe dødsmetal længere væk fra thrash, da vokalerne var langt mere hårde. Omkring Tampa-området i Florida begyndte bandet Morbid Angel at gøre sig bemærket, ved udgivelsen af deres demoer omkring 1986. På denne tid lejede bandet et seksværelses hus i Charlotte, North Carolina, hvor de øvede og indspillede. Med bandets voksende opmærksomhed især som følge af Abominations of Desolation demoen fra 1986, blev huset meget besøgt af lokale metalfans.
I 1987 udkom Deaths debutalbum Scream Bloody Gore som definitivt adskilte døds- og thrash metal, og etablerede det som en selvstændig undergenre. Dette gjorde Tampa området i Florida til en af de mest kendte dødsmetalscener, som hurtigt voksede ved fremkomsten af Obituary, Atheist, Hellwitch og Massacre. Her blev produceren Scott Burns også en meget central figur, da han producerede utallige af disse bands albums senere hen.
På den anden side af Atlanten i Storbritannien udgav Napalm Death deres debutalbum Scum (1987), som indeholdt punkinspirerede guitarpassager, der satte gang i den såkaldte Grindcore bevægelse. Her dukkede bands som Terror, Carcass og The Electro-Hippies op. Ved hjælp fra Napalm Death og Carcass begyndte grindcore, at bevæge sig tættere på dødsmetal, og blev endda inspiration for senere dødsmetalbands.
Nye standarder blev sat for dødsmetal i 1998 med udgivelsen af Deaths andet album Leprosy, som indeholdt en god produktion, sofistikeret klart og teknisk guitarspil, samt sangtekster der ikke bare handlede om vold, men også livsspørgsmål. Albummet blev en kommerciel succes og drog dødsmetalscenen længere fra undergrunden og væk fra båndbytteriet.

### Voksende popularitet (1989-1994)
Udviklingen af både dødsmetal og grindcore, såvel som D-beat hardcore punk fik indflydelse på den opblomstrende scene i Sverige, ved navn svensk dødsmetal, anført af bands som Nihilist (senere Entombed), Dismember og Unleashed. "Vores absolutte inspirationer var Napalm Death og Repulsion", forklarede den tidligere trommeslager for Entombed Nicke Andersson. Musikalsk havde disse bands en meget god albumproduktion, men til forskel fra traditionelt dødsmetal var deres lyd mere iørefaldende.
Omkring 1989 begyndte pladeselskaberne Roadrunner og Earache, at vise interesse for alle disse opblomstrende grupper på begge sider af Atlanten. Blandt andet udgav Roadrunner i maj, Obituarys debutalbum Slowly We Rot og Sepulturas Beneath the Remains. Begge opnåede en helt ny form for opmærksomhed, hvor Slowly We Rot solgte over 70.000 eksemplarer og Beneath the Remains 100.000. Earache fulgte efter med udgivelsen af Napalm Deaths Mentally Murdered, som bevægede sig endnu tættere på dødsmetal og Entombeds debut Left Hand Path, der for alvor definerede svensk dødsmetal og brød ud i det internationale lys. Rundt omkring i USA især i Chicago, Illinois og New York voksede dødsmetalscenen, men trods dette var den førende scene stadig i Florida, hvor Cannibal Corpse gjorde sig bemærket med deres debut fra 1990 Eaten back to life, der indeholdt splatterfyldte tekster, sunget med en utrolig dyb growl af Chris Barnes.
Ved indgangen til 1990'erne dukkede en ny undergenre op ved navn teknisk dødsmetal anført af bands som Atheist med udgivelsen af Piece of Time og Cynic. Senere bidrog Death også til denne undergenre med albums som Individual Thought Patterns, Human og Symbolic. Musikalsk lå fokusset på komplekse rytmer og sangstrukturer.
I 1991 udgav New York bandet Suffocation albummet Effigy of the Forgotten, som fik indflydelse på både dødsmetal og deathgrind bevægelsen. Sammen med Human Waste ep'en tog de mange floridianske elementer, men lagde mere vægt på rytme og tempoændringer, hvilket definerede en helt ny scene ved navn New York stilen. Scenen udvidede sig hurtigt, med bidrag fra både Immolations debut (1991) og Morticians Mortal Massacre (1991). Mange bands indenfor New York stilen karakteriseres i undertiden også som brutalt dødsmetal. Omkring samme tid fik pladeselskabet Seraphic Decay Records (senere Relapse Records) også interesse for alle disse grupper, og hjalp med udvidelsen af den amerikanske dødsmetalscene, ved distribution af flere indflydelsesrige ep'er fra bands som Mortician, Incantation og Goreaphobia. Samtidig i Europa blev Century Media og Nuclear Blast meget centrale, idet de skrev kontrakt med samtlige europæiske bands. Dette gjorde det muligt for mange grupper at opnå en langt større udbredelse, som eksempelvis Obituarys The End Complete, som solgte over 250,000 eksemplarer på verdensplan.
Gennem 1980'erne havde de to genrer dødsmetal og black metal været nært beslægtet, men i begyndelsen af 1990'erne opstod den såkaldte anden bølge af black metal med rødder i Norge. Disse bands var en direkte kontrast til dødsmetallen, og dets voksende popularitet. Tidligere vokalist Dead for det pionerende black metal-band Mayhem udtalte: "Hvis du går ind i en helt almindelig skole, vil du se halvdelen af børnene gå med Morbid Angel, Autopsy og Entombed t-shirts, og igen vil jeg brække mig! Death, black metal er noget alle dødelige bør frygte, ikke gøre det til et trend!" Andre områder i Europa fortsatte dog med at integrere dødsmetal, blandt andet i Storbritannien, hvor den såkaldte death/doom bevægelse (en fusion af dødsmetal og doom metal) blev populariseret af bands som Anathema, My Dying Bride og Paradise Lost. Store bidrag til death/doom bevægelsen kom dog også fra andre lande, som eksempelvis USA med Winter og australske Disembowelment.
Selve dødsmetal bevægede sig tættere på mainstream, hvilket førte til flere bands forlod genren som Death, hvis album Individual Thought Patterns (1993) bevægede sig mere mod progressiv metal. Obituary producerede også en langsommere og mere iørefaldende lyd på albummene The End Complete og World Demise.

### Faldende popularitet (1994-2002)
På grund af dødsmetals nye succes begyndte mange af de tidligt dannede bands, at bevæge sig væk fra scenen. Trods dette forsatte bevægelsen dog med en faldende popularitet og tilstrømning. Dette skete blandt andet fordi af Earache ikke fornyede sin kontrakt med distributionsfirmaet Sony Music i 1995. Earache-lederen Digby Pearson indrømmede også: "dødsmetal var begyndt at kede mig, for at være ærlig. Jeg ledte efter noget mere spændende." En anden årsag til problemet lå dog længere tilbage, da pladeselskaberne i slutningen af 80'erne og begyndelsen af 90'erne havde skrevet pladekontrakter med nærmest alle dødsmetalbands, dømt ud fra en enkel demo. I modsætning til ældre grupper som Death, Morbid Angel og Napalm Death, der i flere år kæmpede for at få en pladekontrakt, havde disse nye bands meget let fået overrakt en, og ikke brugt tilstrækkelig tid på at skabe noget unikt. Dette forårsagede, at den internationale dødsmetalscene i 1995 var oversvømmet med uinspirerende og uoriginale bands. Om scenens nye retning udtalte Chuck Schuldiner: 
| Citat | Jeg kan ikke lide hvad der sker, det har ingen originalitet. De må stoppe med at efterligne. Du ser det samme ske for rock og rap, hvert marked har sine problemer. Hvem der overlever er et godt spørgsmål.... (...) Morbid Angel, Obituary og Death har deres egen identitet, og de vil helt sikkert klare den. | Citat |
|       | |       |

Både Roadrunner og Earache begyndte at annullerer kontrakter med forskellige grupper. Eksempelvis afskedigede Roadrunner tidligere indflydelsesrige bands som Suffocation og Immolation. Selvom dødsmetal oplevede tilbagegang udsprang der stadig flere nye undergenrer. Svenske bands som In Flames, Dark Tranquillity og At the Gates præsenterede svensk dødsmetal fusioneret med guitarharmonier inspireret af Iron Maiden. Denne nye genre fik navnet melodisk dødsmetal eller Göteborglyden, opkaldt efter gruppernes by. Nogenlunde omkring samme tid var en ny scene ved at dukke op i Australien, anført af Blood Duster, Deströyer 666 og Bestial Warlust. Denne scene imiterede den klassiske dødsmetal fra grupper som Possessed og Morbid Angel.
Trods den svindende popularitet blev mange indflydelsesrige albums stadig udgivet. Det lykkedes endda Morbid Angel, at få mere popularitet med udgivelsen af Domination, der viste mere kompleksitet og aggression end tidligere udgivelser. New York scenen gjorde sig også bemærket med udgivelser fra Incantation, Immolation og Mortician. Incantations Mortal Throne of Nazarene og Upon the Throne of Apocalypse blev anset af fans som de mest brutale og originale værker af bandet til dato. Immolations Here in After og Morticians House by the Cemetery blev ligeledes anset som noget af det mest intense dødsmetal. Da 1990'ernes centrale pladeselskaber ikke længere var interesseret i at skrive flere kontrakter med nye grupper, og kun beholdt de mest kommercielle succeser, blev Relapse Records den førende distributør i USA, ved at skrive massevis af kontrakter med gamle og nye bands. Nogle af disse inkluderede Skinless og Dying Fetus, som i dag er førende indenfor New York-scenen.
I 1998 udgav Death deres utroligt avancerede tekniske album The Sound of Perseverance, som var med til at sætte en ny standard for genren, med dens progressive præg. Morbid Angel fulgte i samme spor som Death ved udgivelsen af Gateways to Annihilation. Cannibal Corpse har ved slutningen af 1990'erne også udgivet vigtige albums, som Gallery of Suicide og Bloodthirst. Omkring samme tidspunkt begyndte de to store pladeselskaber Earache og Century atter at vende opmærksomheden mod dødsmetal-bands. Dette kunne blandt andet ses, da Earache begyndte at udgive Hate Eternal albums, og Century rekrutterede Cryptopsy og Krisiun. Yderligere påstod Earache, at både Napalm Death og Morbid Angel på denne tid havde solgt over en million plader.

### De senere år (2002-)
På trods af de mange nye og vigtige udgivelser har der dog været en hvis bekymring i undergrunden, om hvorvidt dødsmetal har kapacitet til at skabe flere indflydelsesrige bands, da flere musikere mener, at grupperne allerede har gjort, hvad de kunne gøre. Eksempelvis har King Fowley fra Deceased udtalt: "For mig gentager dødsmetalbevægelsen sig bare, det er alt hvad den kan." Denne holdning deles dog ikke af alle, f.eks. har Niles guitarist Karl Sanders sagt: "Der er en masse endnu, der kan blive gjort. Bunden er knap nok skrabet endnu."
Visse bands har dog også i de seneste år nydt mindre succes, og endda brudt ind på hitlister. Morbid Angels Heretic fra 2003 endte på Top Heatseekers som nummer 27, Cannibal Corpses 2009 album Evisceration Plague kom på 66. plads på den amerikanske Billboard 200 hitliste og Obituarys Darkest Day (2009) endte som nummer 32 på Top Heatseekers.

## Undergenrer
Ligesom andre metalgenrer har dødsmetal en række undergenrer, som blandt andet består af: Brutalt dødsmetal, melodisk dødsmetal, teknisk dødsmetal, deaththrash og de tre fusionsgenrer deathcore, blackened death metal og death/doom
Brutalt dødsmetal opstod omkring 1990'erne, da man kombinerede strukturer fra grindcore-genren med traditionelt dødsmetal. Genren der på mange områder har ligheder med New York scenen, lægger meget vægt på trommer og rytmer, der skaber et aggressivt lydbillede. Typisk spilles guitarerne med tremol-teknik og dæmpes ofte. Trommespillet er utrolig hurtigt med brug af dobbelte stortrommer og blast beats, tilføjet vokaler med meget lav tonehøjde. Flere bands indenfor genren bliver ofte også kategoriseret som teknisk dødsmetal, da disse to genrer ofte overlapper hinanden, idet grupperne også blander aggressionen med teknik og progressive elementer. Eksempler på bands i genren er Cannibal Corpse, Hate Eternal, Krisiun, Disgorge, Devourment og Nile.
Melodisk dødsmetal (også kendt som melodeath) er en genre, der blander de harmoniske og svingende melodier fra heavy metal med dobbelte stortrommer og stærkt forvrængede guitarer fra dødsmetal. Keyboard og akustiske guitarer er også melodiske elementer, som dukker op i musikken. Vokalstilen er en blanding af høje skrig og velklingende harmonier. Den melodiske dødsmetalscene bliver for det meste forbundet med Sverige eller nærmere byen Göteborg, da det menes, at de tre svenske bands At the Gates, Dark Tranquillity og In Flames var med til at gøre scenen populær. Senere hen har scenen også bredt sig til Finland med bands som Norther, Insomnium og Kalmah.
Teknisk dødsmetal og progressiv dødsmetal er kendetegnet ved kaotiske riffs, atypiske rytmer, polerede produktioner og hurtige skift i taktarten. Grupper i denne genre fusionerer ofte jazz, progressiv rock og klassiske elementer med traditionelt dødsmetal. Den tidligere journalist for Metal Edge Phil Freeman kaldte musikken "den skjulte side af genren." Tekniske eksperimenter begyndte sent i 1980'erne og tidligt i 1990'erne, anført af bands som Death, Atheist og Cynic. Især Deaths materiale anses for at have haft enorm indflydelse på denne bevægelse. Eksempler på grupper indenfor denne genre er Necrophagist, Gorguts, Immolation, Atheist, Cryptopsy, Spawn of Possession, Nile, Origin, Dying Fetus, Philospher og Psycroptic.
Deaththrash er en form for thrash metal med elementer fra dødsmetal, herunder bl.a. den growlende vokal og selve musikkens tempo. I undergenrens tidlige historie blev den ofte kategoriseret som et fremskridt fra thrash metal til dødsmetal. Nogle bands i denne genre er Possessed, Benediction, Pestilence og Sepultura.
Deathcore er kendetegnet ved sin blanding af moderne dødsmetals hurtige, dæmpet og kromatisk opbyggede riffs, med metalcores breakdowns og melodiske spil. Vokalerne er ofte growlede, men metalcores råbende vokaler er også med.
Blackened death metal er en undergenre til dødsmetal. Mange af dens elementer er hentet fra black metal, deriblandt temaerne, der ofte kredser om satanisme og det okkulte. Af notable bands, der falder i denne undergenre, kan nævnes Necrophobic, Behemoth, Zyklon og Dissection.
Death/doom er en genre der fusionerer doom metallens langsomme tempo og depressive sangtekster med dødsmetallens growlede vokaler og dobbelte stortrommer. Genren udviklede sig omkring begyndelsen af 1990'erne i Storbritannien anført af bands som My Dying Bride, Autopsy, Paradise Lost og Anathema. Andre bidrag kom fra Winter og Disembowelment.

## Fodnoter
1. ↑  "Death Metal/Black Metal". Allmusic. Arkiveret fra originalen 25. april 2011. Hentet 2008-07-04.
2. ↑  Dunn, Sam (Instruktør) (5. august). Metal: A Headbanger's Journey (motion picture). Canada: Dunn, Sam. Arkiveret fra originalen 27. oktober 2017. Hentet 8. marts 2009. {{cite AV media}}: Tjek datoværdier i: |date= og |year= / |date= mismatch (hjælp)
3. ↑  Mudrian 2004, s. 66
4. 1 2  McIver 2000, s. 14
5. ↑  McIver 2000, s. 100
6. 1 2 3  Robert Heeg (april 1993). "Is Death metal still alive?" (engelsk). WATT Magazine. Arkiveret fra originalen 13. november 2001. Hentet 2009-02-13.
7. 1 2  "Deathmetal.org". Arkiveret fra originalen 14. april 2009. Hentet 31. marts 2009.
8. ↑  "cannibal-corpse-is-top-selling". Arkiveret fra originalen 30. april 2010. Hentet 26. november 2009.
9. 1 2 3 4 5 6 7  "The Categorization of Death Metal". Ethan "Insineratehymn" Mittel. Arkiveret fra originalen 1. juli 2007. Hentet 2009-09-21.
10. ↑  "Fretjam: How to Play Death Metal Guitar Part 1 – the Basics". Arkiveret fra originalen 8. marts 2009. Hentet 21. marts 2009.
11. 1 2  Purcell 2003, s. 9
12. ↑  Kahn-Harris, Keith, Extreme Metal: Music and Culture on the Edge, Oxford: Berg, 2007.
13. ↑  "Cookie Monster Vocals". about.com. Arkiveret fra originalen 5. februar 2006. Hentet 21. januar 2006.
14. ↑  Sharpe-Young, Garry: Metal The Definitive Guide. Side 184. Jawbone Book 2007.
15. ↑  Mudrian 2004, s. 69
16. ↑  "AllMusic: Deicide". Bradley Torrean. Hentet 2009-11-11.
17. ↑  "AllMusic:Till Death Do Us Part". Eduardo Rivadavia. Hentet 2009-11-11.
18. ↑  Christe 2004, s. 238
19. ↑  Sharpe-Young, Garry: Metal The Definitive Guide. Side 162. Jawbone Book 2007.
20. ↑  Walser, 1993, side 93.
21. ↑  "www.anus.com – history". Arkiveret fra originalen 6. juni 2014. Hentet 8. marts 2009.
22. ↑  "www.angelfire.com". Arkiveret fra originalen 22. marts 2009. Hentet 21. marts 2009.
23. ↑  Purcell 2003, s. 12
24. 1 2  Moynihan, Søderlind (1998), s. 28
25. 1 2  Mudrian 2004, s. 67
26. ↑  Purcell 2003, s. 16-19
27. ↑  Purcell 2003, s. 18
28. 1 2  Purcell 2003, s. 19
29. ↑  Purcell 2003, s. 21
30. ↑  Briggs, Newt (2002-07-22). "Cannibal Corpse: Twisted metal". Las Vegas Mercury. Stephens Media Group. Arkiveret fra originalen 10. marts 2009. Hentet 2009-02-06.
31. ↑  McIver, Joel:Extreme metal II. Side 126. Omnibus Press.
32. ↑  Moynihan, Michael, and Dirik Søderlind (1998). Lords of Chaos (2nd ed.). Feral House. ISBN 0-922915-94-6, s. 27
33. ↑  Purcell 2003, s. 43
34. ↑  Purcell 2003, s. 44
35. 1 2  Khan-Harris 2007
36. ↑  Baddeley, Gavin. Raising Hell!: The Book of Satan and Rock 'n' Roll
37. ↑  Dunn, Sam (Director) (august 5). Metal: A Headbanger's Journey (motion picture). Canada: Dunn, Sam. Arkiveret fra originalen 27. oktober 2017. Hentet 8. marts 2009. {{cite AV media}}: Tjek datoværdier i: |date= og |year= / |date= mismatch (hjælp)
38. ↑  Purcell 2003, s. 46
39. 1 2  "H.P.Lovecraft and Death Metal (3rd update)". Arkiveret fra originalen 14. maj 2009. Hentet 2009-10-26.
40. ↑  Purcell 2003, s. 41
41. ↑  "Deicide banned in Chile". Metal Hammer. 2006-02-23. Arkiveret fra originalen 27. september 2007. Hentet 2008-05-17.
42. ↑  "'Homage For Satan' off the air". Metal Hammer. 2006-08-23. Arkiveret fra originalen 29. marts 2008. Hentet 2008-05-17.
43. ↑  Sinnet, Natasha (1996-10-23). "Censorship and heavy metal". Green Left Weekly. Arkiveret fra originalen 10. november 2008. Hentet 2009-02-06.
44. ↑  "How it works" (PDF). Australian Recording Industry Association. marts 2003. Arkiveret (PDF) fra originalen 25. februar 2009. Hentet 2009-02-06.
45. ↑  "Labelling Guidelines" (PDF). Australian Music Retailers Association. marts 2003. Arkiveret (PDF) fra originalen 15. juni 2005. Hentet 2009-02-06.
46. ↑  Sharpe-Young Garry: Death Metal. Side 395. Zonda Books.
47. 1 2 3 4  "BBC News: Investigating the 'death metal' murders". Arkiveret fra originalen 7. januar 2009. Hentet 26. november 2009.
48. ↑  Dunn, Sam: A Headbanger's Journey. 2005 dokumentarfilm
49. ↑  "Death Metal Special '93 [Part 2]". Arkiveret fra originalen 7. januar 2008. Hentet 2009-10-06.
50. ↑  "Nunslaughter interview". Arkiveret fra originalen 1. november 2007. Hentet 26. november 2009.
51. ↑  "Hellhammer biography". Arkiveret fra originalen 24. august 2011. Hentet 26. november 2009.
52. ↑  Encyclopaedia Metallum Arkiveret 1. februar 2008 hos  Wayback Machine"
53. ↑  "THE DEATH OF DEATH". Arkiveret fra originalen 24. august 2011. Hentet 26. november 2009.
54. ↑  "Death—Biography". Rivadavia, Eduardo. Arkiveret fra originalen 21. januar 2011. Hentet 2009-10-11.
55. ↑  Purcell 2003, s. 53
56. ↑  Christe 2004, s. 241
57. 1 2 3  Purcell 2003, s. 54
58. ↑  Mudrian, Albert: Choosing Death. Side 70.
59. ↑  Possessed Arkiveret 22. september 2008 hos  Wayback Machine på Rockdetector
60. ↑  Mudrian 2004, s. 82
61. ↑  "About.com: Death Profile". Chad Bowar. Arkiveret fra originalen 2. maj 2014. Hentet 2009-10-20.
62. ↑  Christe 2004, s. 242
63. ↑  Purcell 2003, s. 56
64. ↑  Purcell 2003, s. 57
65. ↑  Ekeroth, s. 18.
66. ↑  Mudrian 2004, s. 96
67. ↑  Purcell 2003, s. 22
68. ↑  Mudrian 2004, s. 145
69. ↑  "Left Hand Path anmeldelse". Jason Birchmeier. Hentet 2009-10-07.
70. ↑  Purcell 2003, s. 59
71. 1 2 3  Freeman, Phil. "The Man-Machine Will Rock You: The Existential Paradox of Technical Death Metal". The High Hat. Arkiveret fra originalen 23. oktober 2012. Hentet 2009-08-15.
72. ↑  "Suffocation". All Music Guide. Arkiveret fra originalen 17. februar 2011. Hentet 2009-10-10.
73. ↑  Christe 2004, s. 272
74. 1 2  Purcell 2003, s. 70
75. 1 2 3  Mudrian 2004, s. 203
76. ↑  Mudrian 2004, s. 247
77. ↑  Purcell 2003, s. 72
78. ↑  Purcell 2003, s. 71
79. 1 2  Purcell 2003, s. 74
80. ↑  Christe 2004, s. 248
81. ↑  Purcell 2003, s. 75
82. ↑  "Heretic". All Music Guide. Hentet 2009-10-11.
83. ↑  "Evisceration Plague - Cannibal Corpse". Billboard 200. Arkiveret fra originalen 29. juli 2011. Hentet 2009-10-11.
84. ↑  "Darkest Day". All Music Guide. Hentet 2009-10-11.
85. ↑  Nile Arkiveret 26. februar 2015 hos  Wayback Machine på Encyclopaedia Metallum
86. ↑  Facebook: Brutalt dødsmetal
87. ↑  "Melodic Death Metal". Dan Marsicano. Arkiveret fra originalen 2. februar 2017. Hentet 2009-11-01.
88. ↑  "lambgoat.com". Arkiveret fra originalen 13. januar 2010. Hentet 26. november 2009.
89. ↑  Tracey, Ciaran (March 2006). "Doom/Death: United in Grief" , Terrorizer #142, pp.54-55.